# Hoa hậu người Hoa Quốc tế
Hoa hậu người Hoa Quốc tế (giản thể: 国际华裔小姐竞选; phồn thể: 國際華裔小姐競選; Hán-Việt: Quốc tế Hoa duệ Tiểu thư Cạnh tuyển) hay Hoa hậu Trung Hoa Quốc tế (giản thể: 国际中华小姐竞选; phồn thể: 國際中華小姐競選; Hán-Việt: Quốc tế Trung Hoa Tiểu thư Cạnh tuyển) là một cuộc thi sắc đẹp quốc tế thường niên, do đài TVB tổ chức và phát sóng, vốn là đài truyền hình hàng đầu tại Hồng Kông.

## Thể lệ thống nhất

### Các khu vực tham dự cuộc thi
| - Amsterdam, Hà Lan (2002–2010) - Frankfurt, Đức (2005) - The Hague, Hà Lan (2002) - Luân Đôn, nước Anh (1988-1991; 1996-2000; 2012; 2019) - Paris, Pháp (2008) - Rotterdam, Hà Lan (2007) - Tübingen, Đức (2009) Bắc Mỹ - Calgary, Alberta, Canada (1988–1996, 1998-2005, 2007-2008) - Chicago, Hoa Kỳ (1989–2007, 2009-2015, 2019) - Edmonton, Alberta, Canada (1988–1993) - Honolulu, Hoa Kỳ (1995; 1997; 1999; 2001-2002; 2018-nay) - Los Angeles, Hoa Kỳ (1993–2005; 2013–nay) - Montréal, Canada (1988-nay) - New York City, Hoa Kỳ (1993–nay) - San Francisco, Hoa Kỳ (1988–2010; 2014–2015; 2017-nay) - Scarborough, Ontario, Canada (1988, 1991) - Seattle, Hoa Kỳ (1988–2010; 2013–2015) - Toronto, Ontario, Canada (1988–nay) - Vancouver, British Columbia, Canada (1988–nay) - Victoria, Canada (1989–1994) Nam Mỹ - Lima, Peru (2003–2006) - Johannesburg, Nam Phi (1989; 1992-1997; 2003; 2006-2007; 2016–2017) | - Bangkok, Thái Lan (1991–1998; 2000-2008; 2010-2017; 2019) - Bắc Kinh, Trung Quốc (2009-2012) - Brunei (1993) - Trùng Khánh, Trung Quốc (2008–2009) - Đại Liên, Liêu Ninh, Trung Quốc (2012) - Phật Sơn, Quảng Đông, Trung Quốc (2007–2010; 2013–2015; 2017-nay) - Quảng Đông, Trung Quốc (2007–2012) - Quảng Tây, Trung Quốc (2007) - Hangzhou, Trung Quốc (2008-2009) - Cáp Nhĩ Tân, Trung Quốc (2009) - Hắc Long Giang, Trung Quốc (2009) - Hồng Kông (1988–nay) - Giang Tô, Trung Quốc (2015) - Ipoh, Malaysia (1993) - Cát Lâm, Trung Quốc (2009) - Johor State, Malaysia (1991) - Kuala Lumpur, Malaysia (1995–nay) - Lào (2018-nay) - Ma Cao (1988–1998; 2009–2010) - Manila, Philippines (1988–1994; 2000–2013; 2017-2018) - Nam Kinh, Giang Tô, Trung Quốc (2009; 2016) - Nam Ninh, Trung Quốc (2007) - Penang, Malaysia (1989–1992) - Quezon City, Philippines (1994) - Singapore (1988–nay) - Đài Bắc, Trung Hoa Đài Bắc (1988–2006) - Wuhan, Hồ Bắc, Trung Quốc (2009) - Zhengzhou, Hà Nam, Trung Quốc (2009-2012) - Auckland, New Zealand (1991-2017) - Brisbane, nước Úc (1988–2005; 2019) - Christchurch, New Zealand (1993) - Hastings, New Zealand (1989-1991) - Melbourne, nước Úc (1988–nay) - Sydney, nước Úc (1988–nay) - Tahiti, Polynésie thuộc Pháp (1988–2010; 2018-nay) |